# Maduatens
Maduatens (en llatí Maduateni) era una de les tribus tràcies que menciona Livi juntament amb els pobles dels astis (astii), quenis (caeni) i corels (coreli) que devien viure a la vora. És un poble per altra banda desconegut.